# ماري بولاند
ماري بولاند (بالإنجليزية: Mary Boland)‏ هي ممثلة أمريكية، ولدت في 28 يناير 1882 بديترويت في الولايات المتحدة، وتوفيت في 23 يونيو 1965 بنيويورك في الولايات المتحدة بسبب نوبة قلبية.

## أعمال

### أفلام
- (1935) روجلز من ريد جاب
- (1940) كبرياء وتحامل

## وصلات خارجية
- ماري بولاند على موقع IMDb (الإنجليزية)
- ماري بولاند على موقع ألو سيني (الفرنسية)
- ماري بولاند على موقع تيرنر كلاسيك موفيز (الإنجليزية)
- ماري بولاند على موقع أول موفي (الإنجليزية)
- ماري بولاند على موقع قاعدة بيانات برودواي على الإنترنت (الإنجليزية)
- ماري بولاند على موقع قاعدة بيانات الأفلام السويدية (السويدية)
- ماري بولاند على موقع إن إن دي بي (الإنجليزية)
- ماري بولاند على موقع قاعدة بيانات الفيلم (الإنجليزية)
- ماري بولاند على موقع كينوبويسك (الروسية)